# Meroveh
Meroveh  (latinsko Meroveus ali Merovius, francosko Mérovée, nemško Merowech) je bil pol legendarni ustanovitelj Merovinške dinastije Salijskih Frankov, ki so kasneje postali prevladujoče frankovsko pleme, * ni znano, †  453/457. 
Ustanovitelj dinastije bi lahko bil tudi njegov oče Klodion. Meroveh je bil eden od več barbarskih vojskovodij in kraljev, ki so se pridružili vojski rimskega generala Flavija Ecija proti Atilovim Hunom in jih premagali v bitki na Katalunskih poljih 20. junija 451. Po njem se imenuje prva frankovska vladarska dinastija, čeprav ni nobenega trdnega dokaza, da je Meroveh res živel.

## Dokazi za njegov obstoj
O njem in kasnejši zgodovini Frankov je malo podatkov. Greogor Tourski ga samo enkrat omenja kot očeta Hilderika I. in dvomi, da je Klodijev potomec. Mnogo sodobnih poznavalcev priznava, da bi lahko bil legendaren junak, o katerem poroča Fredegarjeva kronika. Fredegarjeva konika v tem primeru interpolira Gregorja in dodaja Meroveha kot sina kraljice, Klodijeve žene, njegov oče pa naj bi bil morski bog bistea Neptuni.
Nekateri raziskovalci so ugotovili, da bi frankovski poglavar Meroveh lahko imel soimenjaka, nekega boga ali polboga, ki so ga Franki častili pred spreobrnitvijo v krščanstvo.
Klodia, ki je včasih omenjen kot Merovehov domnevni oče, je leta 448 porazil rimski general Flavij Ecij pri Vicus Helena v Artoisu, zato bi njegov sin Meroveh lahko živel nekje v drugi polovici 5. stoletja.
Ena od domnev pravi, da ime Meroveh pomeni ali spominja na nizozemsko reko Menwede, ki je bila v rimskih časih pritok Rena, zdaj pa je pritok delte Ren-Meuse-Šelda. Na tem ozemlju so po pisanju rimskih zgodovinarjev takrat prebivali Salijski Franki.
Druga domneva pravi, da je legenda produkt mitološke preteklosti, potreben za podporo hitro rastoči frankovski oblasti v zahodni Evropi.